# ميناء السلوم البري
ميناء السلوم البري أو معبر السلوم هو المعبر الحدودي البري المصري الذي يثطع الحدود المصرية الليبية، يربط بين مصر وليبيا، ويقع بالقرب من مدينة السلوم المصرية.